# Івашківська сільська рада (Кодимський район)
Іва́шківська сільська́ ра́да — адміністративно-територіальна одиниця та орган місцевого самоврядування в Кодимському районі Одеської області. Адміністративний центр — село Івашків.

## Загальні відомості
- Територія ради: 33,86 км²
- Населення ради: 1 319 осіб (станом на 2001 рік)
- Територією ради протікає річка Савранка

## Населені пункти
Сільській раді були підпорядковані населені пункти:
- с. Івашків

## Населення
Згідно з переписом УРСР 1989 року чисельність наявного населення сільської ради становила 1482 особи, з яких 630 чоловіків та 852 жінки.
За переписом населення України 2001 року в сільській раді мешкало 1311 осіб.

### Мова
Розподіл населення за рідною мовою за даними перепису 2001 року:
| Мова       | Відсоток |
| ---------- | -------- |
| українська | 98,56 %  |
| російська  | 1,06 %   |
| молдовська | 0,23 %   |
| болгарська | 0,08 %   |

## Склад ради
Рада складалася з 16 депутатів та голови.
- Голова ради: Погорілий Петро Іванович
- Секретар ради: Костенко Марія Станіславівна

### Керівний склад попередніх скликань
| Прізвище, ім'я, по батькові | Основні відомості                                                 | Дата обрання | Дата звільнення |
| --------------------------- | ----------------------------------------------------------------- | ------------ | --------------- |
| Погорілий Петро Іванович    | Сільський голова, 1959 року народження, освіта вища, безпартійний | 26.03.2006   | 31.10.2010      |
| Погорілий Петро Іванович    | Сільський голова, 1959 року народження, освіта вища, безпартійний | 31.10.2010   |                 |

Примітка: таблиця складена за даними сайту Верховної Ради України

### Депутати
За результатами місцевих виборів 2010 року депутатами ради стали:

#### За суб'єктами висування
| Суб'єкт висування                                       | Кількість обраних депутатів | %    |
| ------------------------------------------------------- | --------------------------- | ---- |
| Партія регіонів                                         | 13                          | 81,3 |
| Політична партія Всеукраїнське об'єднання «Батьківщина» | 3                           | 18,8 |

#### За округами
| № округу                                                | Прізвище, ім'я, по батькові        | Дата визнання обраним | Освіта  | Партійна приналежність                        | Відомості про обраного депутата              |
| ------------------------------------------------------- | ---------------------------------- | --------------------- | ------- | --------------------------------------------- | -------------------------------------------- |
| Партія регіонів                                         |                                    |                       |         |                                               |                                              |
| 1                                                       | Андронюк Павло Еремійович          | 05.11.2010            | середня | позапартійний                                 | тимчасово не працює                          |
| 2                                                       | Козоріз Анатолій Володимирович     | 05.11.2010            | вища    | член Партії регіонів                          | ТОВ «Івашківське», бригадир                  |
| 5                                                       | Козоріз Галина Григорівна          | 05.11.2010            | вища    | позапартійна                                  | Івашківська сільська рада, секретар          |
| 6                                                       | Костенко Марія Станіславівна       | 05.11.2010            | вища    | позапартійна                                  | Івашківська сільська рада, бухгалтер         |
| 7                                                       | Козоріз Михайло Олександрович      | 05.11.2010            | середня | позапартійний                                 | пенсіонер                                    |
| 8                                                       | Жук Євген Іванович                 | 05.11.2010            | середня | позапартійний                                 | тимчасово не працює                          |
| 9                                                       | Турчак Людмила Борисівна           | 05.11.2010            | вища    | позапартійна                                  | тимчасово не працює                          |
| 10                                                      | Казакова Світлана Леонідівна       | 05.11.2010            | середня | позапартійна                                  | центральна районна лікарня, робітник         |
| 11                                                      | Студенюк Олександр Миколайович     | 05.11.2010            | середня | позапартійний                                 | приватний підприємець                        |
| 12                                                      | Гумінська Галина Петрівна          | 05.11.2010            | вища    | член Партії регіонів                          | Івашківська загальноосвітня школа, кухар     |
| 14                                                      | Василик Наталія Миколаївна         | 05.11.2010            | вища    | позапартійна                                  | Кодимська РДА, головний спеціаліст бухгалтер |
| 15                                                      | Кисіль Ніла Іванівна               | 05.11.2010            | вища    | член Партії регіонів                          | ТОВ"Івашківське", головний бухгалтер         |
| 16                                                      | Мазуркевич Станіслав Броніславович | 05.11.2010            | вища    | позапартійний                                 | ТВП"Гарант", директор                        |
| Політична партія Всеукраїнське об'єднання «Батьківщина» |                                    |                       |         |                                               |                                              |
| 3                                                       | Бесараб Микола Васильович          | 14.11.2010            | середня | член Всеукраїнського об'єднання «Батьківщина» | пенсіонер                                    |
| 4                                                       | Ясінська Оксана Анатоліївна        | 05.11.2010            | вища    | член Всеукраїнського об'єднання «Батьківщина» | тимчасово не працює                          |
| 13                                                      | Герега Володимир Петрович          | 05.11.2010            | середня | позапартійний                                 | Івашківська загальноосвітня школа, завгосп   |